# Jan Salie

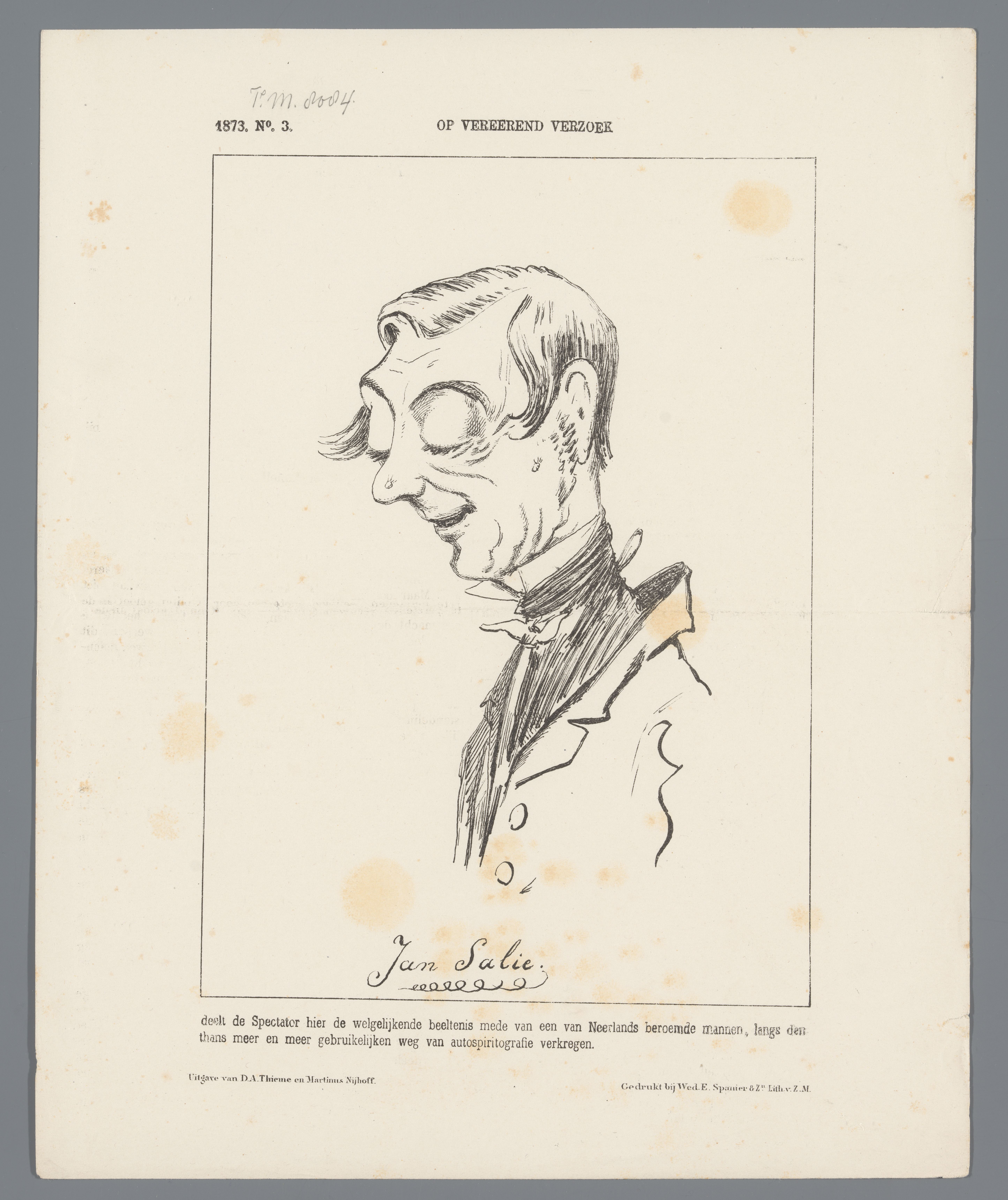
Spotprent met gefingeerd portret van Jan Salie door Johan Michaël Schmidt Crans (1873)

Jan Salie is een personificatie van de trage 19e-eeuwse, Nederlandse geest zoals beschreven door schrijver en dichter Potgieter in zijn korte verhaal Jan, Jannetje en hun jongste kind. Het werd voor het eerst gepubliceerd in De Gids in 1842.
Het verhaal is in de basis simpel. Jan en Jannetje vieren oudejaarsavond met hun gezin. Jongste zoon Jan Salie is een probleemgeval die door zijn houding de stemming drukt. Zijn broers, Jan Maat, Jan Compagnie - die op de Oost vaart, Jan Contant, Jan Crediet en Jan Cordaat vinden dat hij een nietsnut is. Broer Jan drinkt geen bier, maar saliemelk (een soort slemp), zit de hele dag thuis en heeft geen werk. Hij spreekt met een zeurderige piepstem, ziet bleek, heeft doffe ogen en een slungelige houding. De stemming in het gezin klaart op als vader Jan besluit zijn zoon in een hofje voor bejaarden onder te brengen.
Het verhaal is een allegorie van de geschiedenis van de Nederlanden, waarbij de ouders staan voor het verleden (de Gouden Eeuw), waarop hun kind Jan Salie een lamlendige invloed uitoefent tot het moment waarop de familie met Jan Salie breekt en het herstel van Nederland kan beginnen. Het bekritiseert de zwakke volksgeest en, indirect, het gebrekkige culturele leven en de moeizaam op gang komende industriële revolutie in de 19e eeuw.

## Oorsprong van de naam
De naam van Jan Salie is gebaseerd op echte salie, een geneeskrachtig en rustgevend kruid. Zo rustgevend dat Potgieter in het verhaal een man met die naam laat optreden, die, voor hij naar bed gaat, saliemelk drinkt in plaats van bier.

## Moderne verwijzingen
In het Sinterklaasjournaal van 2014 komt een persoon genaamd Jan Salie voor. Deze man, die hoofd Bijzaken is voor de gemeente Gouda, delegeert zoveel mogelijk taken aan de burgemeester. Hij is dus, net als de personificatie, lamlendig. In 2020 komt Jan Salie opnieuw voor in het Sinterklaasjournaal, tijdens het defilé bij Paleis Soestdijk. Jan is hoofd Bijzaken en Onverrichter zaken. 